# Los Sims historias
Los Sims historias trata de una línea de videojuegos de los Sims desarrollada por Electronic Arts y basada en el motor gráfico de Los Sims 2. Consta de tres videojuegos: Los Sims historias de la vida, Los Sims historias de mascotas y Los Sims historias de náufragos; recopilados posteriormente a sus lanzamientos en un pack llamado Los Sims historias colección. 

## Aspectos generales
Estos tres juegos están indicados para los iniciados en esta veterana saga y optimizados para jugar con un PC portátil, por lo que sus requisitos mínimos no son tan exigentes como los de Los Sims 2. Tienen dos opciones de juego, el Modo Libre, parecido a Los Sims 2 pero con menos opciones y el Modo Historia, en el que hay que seguir una trama predeterminada y alcanzar diversas metas mediante el menú de aspiraciones. Los Sims podrán desbloquear recompensas en forma de objetos exclusivos cada vez que logren finalizar diversos objetivos. En cada Modo Historia puedes elegir a dos personajes distintos, con una trama y unos escenarios totalmente diferentes.
Se pueden jugar en Modo Ventana, es decir, los jugadores tienen la posibilidad de hacer otras tareas en el ordenador mientras el juego se mantiene en una ventana restaurada o minimizada. No requieren discos de expansión ni de accesorios, pues son independientes entre sí. Tampoco es compatible el contenido desarrollado para Los Sims 2, aunque compartan motor gráfico, cosa que los aficionados a ambos juegos han criticado.

## Los Sims Historias de la Vida
- Título original: The Sims 2 Life Stories
- Fecha de salida (España): 14 de febrero de 2007.

Permite seguir las aventuras y desventuras de dos personajes: Rita/Riley y Vicente/Vincent. Sims diferentes, tramas diferentes, pero algo en común: Ambos tienen problemas con el amor. Cada historia se divide en 12 capítulos, pero la de Vicente/Vincent se desbloquea al llegar al capítulo 6 de la historia de Rita/Riley.
eserlo:da 1.000.000 de símbolos

## Los Sims Historias de Mascotas
- Título original: The Sims 2 Pet Stories
- Fecha de salida (España): 27 de junio de 2007

En el Modo Historia debes superar diversos retos, para llegar a ser el número 1 en el Espectáculo Local de Mascotas, aprendiendo a domesticar tanto a gatos como a perros. En el Modo Libre, se pueden crear Sims y sus respectivas mascotas (o jugar con las ya creadas), diseñar sus casas y enseñarles trucos.

## Los Sims Historias de Náufragos
- Título original: The Sims 2 Castaway Stories
- Fecha de salida (España): 27 de febrero de 2008

En esta entrega, los Sims están perdidos en una isla tropical. En el Modo Historia, los Sims pueden explorar la isla, construir un refugio, aprender a encontrar comida, y hacer que la vida les sea lo más divertida y cómoda... dentro de lo posible, claro. En el modo Libre, se pueden crear Sims y determinar cómo evolucionarán en su nueva vida en un ambiente en el cual puede aparecer muchas cosas en la playa. Esta entrega ha obtenido la aceptación por el público al cambiar la dinámica de juego de otros videojuegos Sim para PC.